# Đoàn Thị Điểm
Đoàn Thị Điểm (Chữ-nho-Schrift: 段氏點, * 1705 in Giai Phạm, heute in der Provinz Hưng Yên, Vietnam; † 1748) war eine vietnamesische Dichterin. Als ihr bedeutendstes Werk gilt, den Versroman Chinh Phụ Ngâm („Klagelied einer Soldatenfrau“) ihres Zeitgenossen Đặng Trần Côn aus dem Klassischen Chinesisch ins Vietnamesische übertragen zu haben (aufgeschrieben im Chữ-Nôm-Schriftsystem).